# TV3 (Malásia)
TV3 é uma rede de televisão privada na Malásia, que faz parte da Media Prima Berhad.